# Paul Rozin
Paul Rozin (* 3. August 1936 in New York City) ist ein amerikanischer Kulturpsychologe. Er ist Professor für Psychologie an der University of Pennsylvania und Autor zahlreicher Fachpublikationen zur Ernährungspsychologie und zu Emotionen.

## Werdegang
Rozin besuchte die University of Chicago und erwarb 1961 einen Doktortitel in Biologie und Psychologie an der Harvard University. Seit 1963 lehrt er Psychologie an der University of Pennsylvania.
Seit den 1980er Jahren gehört sein besonderes Interesse der menschlichen Nahrungsauswahl. Rozin forscht u. a. auf den Gebieten der Entstehung von Nahrungspräferenzen und Nahrungsaversionen, Geschmackspräferenzen, Genuss und Ekel, und er hat dazu zahlreiche Fachaufsätze veröffentlicht. In den USA gilt Rozin als führender Wissenschaftler auf dem Gebiet der Genuss- und Ekelforschung.
So hat Rozin grundlegende Forschungen über den Ursprung, die Entwicklung und die Bedeutung des Ekels durchgeführt. In einer Reihe wissenschaftlicher Veröffentlichungen zeichnet er die Entwicklung des Ekels über die Grenze zwischen Tier und Mensch nach: Von einer viszeralen Ablehnungsreaktion auf schlecht schmeckende Lebensmittel über eine abstraktere, konzeptionelle Ablehnung bestimmter tierischer Lebensmittel und anderer Erinnerungen an unsere tierische Natur bis hin zu einer vollständig ausgearbeiteten Ebene, auf der die Emotion des Ekels mit Moral verbunden wird.
Im Jahr 2016 wurde Rozin mit einem Senior Fellowship des Zukunftskollegs der Universität Konstanz ausgezeichnet.

## Mitgliedschaften
- Seit 2000: American Academy of Arts and Sciences
- Im Jahr 2016 wurde er mit einem Senior Fellowship des Zukunftskollegs der Universität Konstanz ausgezeichnet.

## Zitat
„Der Psychologe Paul Rozin, ein Experte auf dem Gebiet der Ekel-Forschung, hat beobachtet, dass eine einzige Schabe die Anziehungskraft einer Schüssel Kirschen völlig ruinieren würde, während eine Kirsche in einer Schüssel voller Schaben keinerlei Unterschied macht. Er weist darauf hin, dass das Negative in vielfacher Weise das Positive aussticht, ...“

## Veröffentlichungen (Auswahl)
- Zusammen mit April E. Fallon: A Perspective on Disgust. In: Psychological Review 94 (1987), S. 23–41.
- Zusammen mit C. J. Nemeroff: The laws of sympathetic magic: A psychological analysis of similarity and contagion. In: J. Stigler u. a. (Hrsg.): Cultural Psychology: Essays on comparative human development. Cambridge 1990, S. 205–232.
- Getting to like the burn of chili pepper. In: B. G. Green et al. (Hrsg.): Chemical Irritation in the Nose and Mouth. New York 1990.
- Zusammen mit J. Haidt und C. R. McCauley: Disgust. In: Michael Lewis, Jeanette M. Haviland (Hrsg.): Handbook of Emotions. Guilford, New York 1993, S. 575–594.
- Zusammen mit Allan M. Brandt (Hrsg.): Morality and Health. Routledge, London 1997, ISBN 978-0-41591582-3.
- Towards a Psychology of Food Choice. Danone Chair Publication, 1998, ISBN 2-930151-06-4.
- Zusammen mit C. Fischler, S. Imada, A. Sarubin, A. Wrzesniewski: Attitudes to food and the role of food in life: Comparisons of Flemish Belgium, France, Japan and the United States. In: Appetite. Nr. 33 (1999), S. 163–180.[3]
- Zusammen mit A. Hejmadi und R. Davidson: Exploring Hindu Indian Emotion Expressions. In: Psychological Science. 11 (2000), S. 183–187.
- Zusammen mit Edward B. Royzman: Negativity Bias, Negativity Dominance, and Contagion. In: Personality an Social Psychology Review 5, 2001, S. 296–320.[4]